# Matt Stutzman

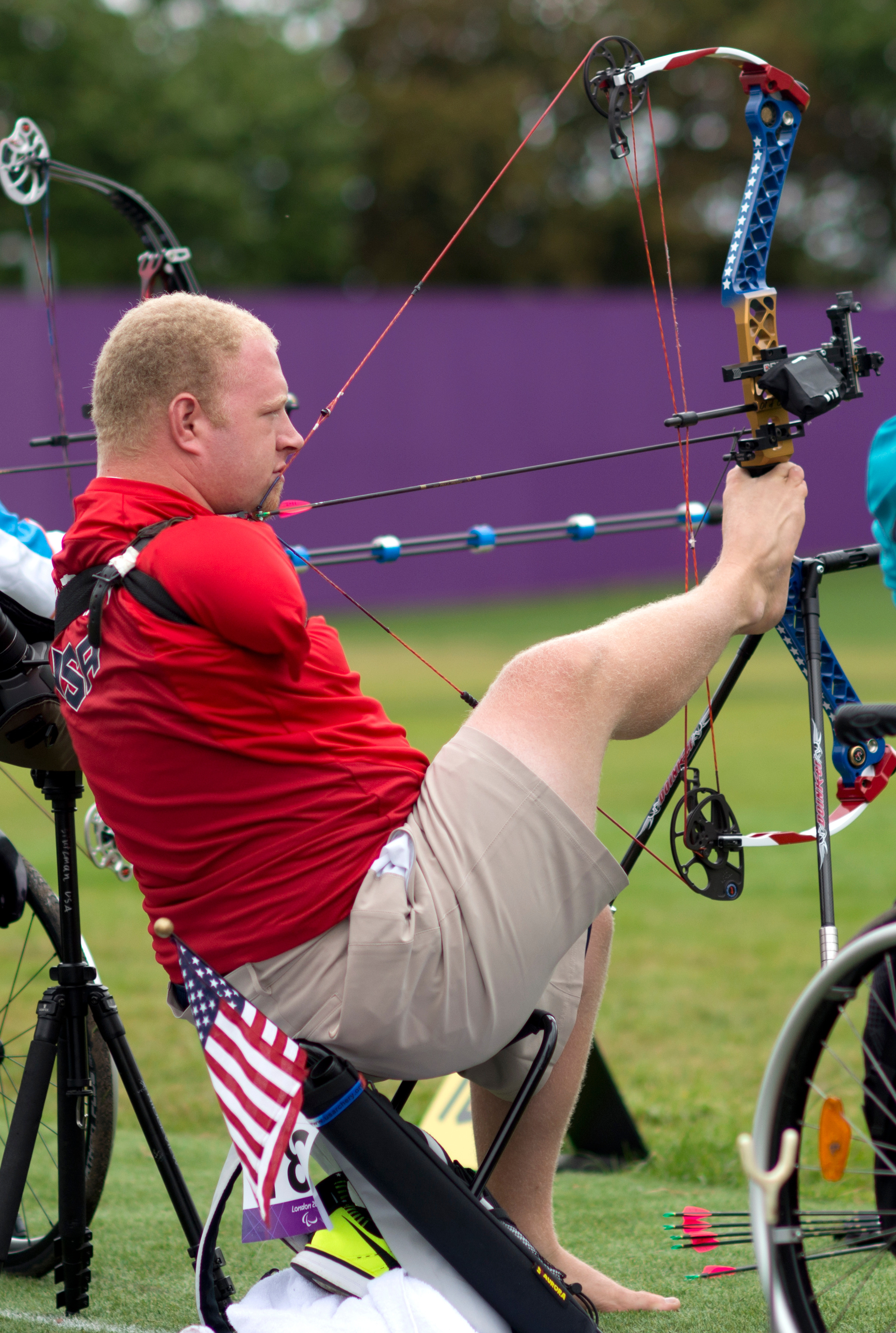
Matt Stutzman, 2012

Matt Stutzman (* 10. Dezember 1982 in Kansas City, Kansas) ist ein US-amerikanischer Bogenschütze, der ohne Arme geboren wurde. Er nahm als Mitglied des US-amerikanischen Teams an den Paralympischen Spielen in London im Jahr 2012 teil, wo er die Silbermedaille im Bogenschießen gewann. Stutzman lebt in Fairfield, Iowa. Er wird auch in dem Film Mein Weg nach Olympia porträtiert.

## Leben
Seine leiblichen Eltern gaben ihn im Alter von vier Monaten zur Adoption frei; er wurde mit 13 Monaten von der Familie Stutzman aus Kalona, Iowa, adoptiert. Am 10. Dezember 2015 stellte er mit 283,5 Metern den Weltrekord für den weitesten Schuss im Bogensport auf eine Zielscheibe auf. Da er ohne Arme geboren wurde, musste er lernen alles, was der Mensch normalerweise mit den Armen tut, mit den Füßen zu erledigen.
Seine Geschichte wurde 2020 im Dokumentarfilm Phönix aus der Asche thematisiert.